# 弗赖堡火车总站
弗赖堡火车总站（德語：Freiburg (Breisgau) Hauptbahnhof）是德国弗赖堡行政区在铁路运输方面最重要的枢纽车站。有莱茵河谷铁路（曼海姆－巴塞尔）、赫伦谷铁路（弗赖堡－多瑙艾辛根）和布赖萨赫铁路（弗赖堡－科尔马）在此交汇。
车站位于弗赖堡旧城西缘的俾斯麦大道（Bismarckallee）5－7号，距离弗赖堡主教座堂以西约1公里。同样设在这条街上的还有弗赖堡音乐厅、多家酒店、弗赖堡爵士之家以及自2008年起在铁路沿线修建的复合型写字楼。带有罗马复兴元素的首座圆拱式车站大楼建于1845年，当它在1944/45年间被摧毁后，当局又以一座临时性建筑延用了超过50年。后者直至千年之交才被一座集成了购物中心、酒店和写字楼的到发厅所取代。
根据商品检验基金会在2011年的报告，该站在德国20座主要车站的准点率中排名第2，仅次施特拉尔松德火车总站。

## 历史

### 19世纪的兴建及落成

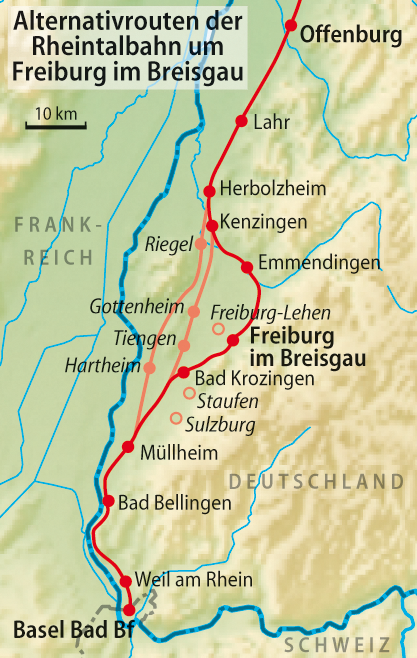
巴登主线的线路走向（深红）及不经由弗赖堡的替代方案（浅红）

在1838年，地位特殊的巴登议会决定修建一条由曼海姆至巴塞尔、纵贯巴登大公国全境的巴登主线。但在国务大臣路德维希·格奥尔格·冯·温特于1838年2月13日提出的首份法律草案中，并没有包含路线途经地点的信息。该草案被提交至一个委员会进行审议，并在3月5日公布详细的审议结果。议员卡尔·格奥尔格·霍夫曼在草案的答辩期间提出，除其他事项外，弗赖堡若不能在线路中获得保留，所需的额外支出将高达500,000古尔登。因此，在利奥波德大公于1838年3月签署生效的草案的最终版本，即在《从曼海姆至巴塞尔附近瑞士边境铁路建设法案》（Gesetzes betr. die Erbauung einer Eisenbahn von Mannheim bis an die Schweizer Grenze bei Basel）中，明确规定了弗赖堡将成为待建铁路线的途经点。
由于议员约翰·格奥尔格·杜特林格将这一时期的弗赖堡形容为“整个巴登高地的商业及交通中心”，这反而造成了更多的政治辩论，并为铁路规划方案带来了比起其它任何巴登大公国城市更高的关注度。议员卡尔·弗里德里希·内本尼乌斯对于最初在奥芬堡至巴塞尔区间接入弗赖堡的单线铁路提出了两项主要的质疑：弗赖堡非但不处于曼海姆至巴塞尔相对距离中最短的直线上，而且海拔高度也比位于莱茵河谷铁路沿线的其它城市更高，尤其是比该市以北25公里处的肯青根高出了92.4米。
作为替代线路，剔除了弗赖堡后无论是从里格尔至哈特海姆或是从肯青根至比恩根的走向距离都会比原来要短得多。此外，这些方案还不会涉及从弗赖堡湾至黑森林山脚的爬坡路段，从而只有较小的高度差。据弗赖堡议员在辩解中表示，线路本身只会绕行其附近的弗赖堡周边地区，但不会经过戈滕海姆或乌姆基希。因此线路必需克服自奥芬堡开始的365英尺以及至瑞士边境的54英尺净坡度，而斜率超过5‰的坡度则会对铁路运输本身带来很大的局限性。
委员会最初提出路线在曼海姆、弗赖堡和施林根同时动工的建议在当时未能履行。当局希望等待从曼海姆始建的线路中获得经验以便于施工，并在路线走向方面保留一定程度的灵活性。而根据1838年生效的法案，建设工程应至少立即展开前期筹备工作，因为“路线的进展已无处可停”。在列亨、即如今5号高速公路行经的区域内设立客运车站的提案由于距离弗赖堡市中心太远而被否决，当局遂决定将轨道设施建于城市以西、位于原沃邦式人造要塞的平地上。这里有足够的空间用于广泛的铁路网络。但该解决方案需要建立斜率为1:171（5.8‰，另一说5.3‰）的坡度，这也是整个巴登主线最大的坡度。唯一可行的是当局从科德林根便开始平整土地，并以这种方式一直向南延伸至沙尔施塔特。
铁路线于1844年6月1日修通至奥芬堡，那里自1841年起便开始了从里格尔至弗赖堡区间的施工。1843年，当弗赖堡车站举行奠基仪式之际，当局将1台由卡尔斯鲁厄机械制造厂生产的“莱茵号（Der Rhein）”机车经由公路运送至弗赖堡。1845年7月22日，首列6节编组的试验性列车开往弗赖堡，它由巴登IIIc型“凯撒施图尔号（Der Kaiserstuhl）”机车牵引。另一项试运行则在随后发生于7月26日，一列由巴登V型“开普勒号（Kepler）”机车牵引的21节车厢满载着约700名乘客抵达弗赖堡。

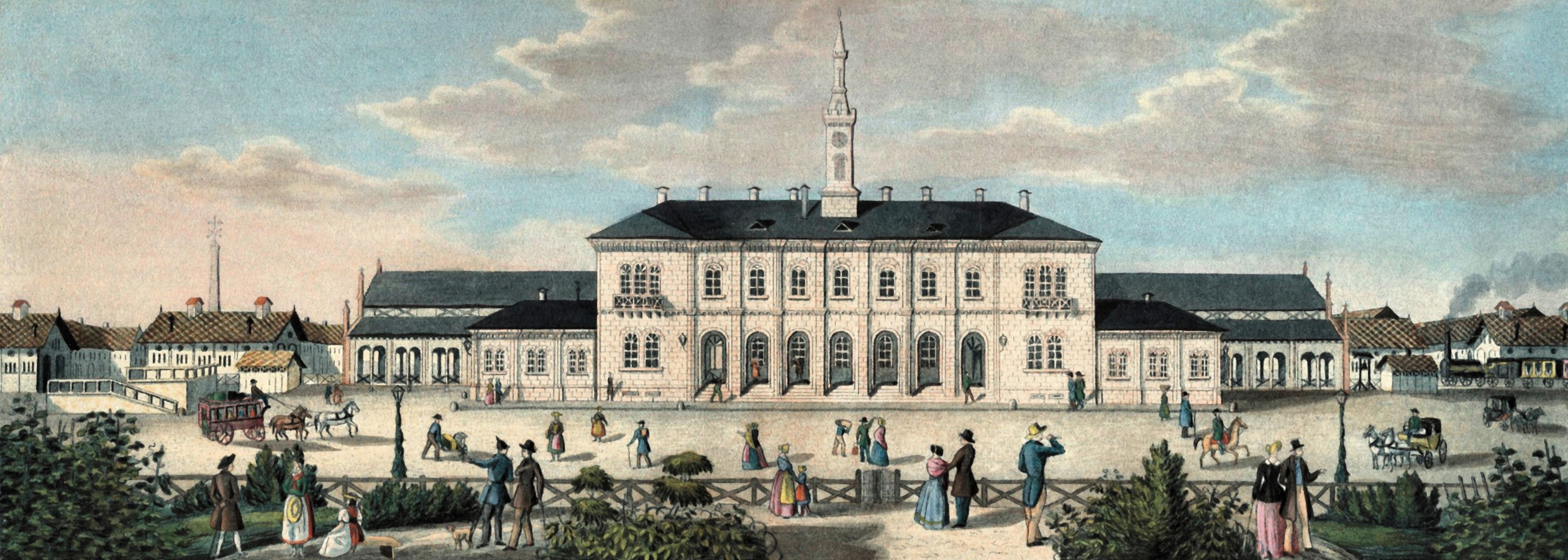
于1845落成的车站

1845年7月30日，利奥波德大公及其儿子弗里德里希王子到场宣布车站正式开业。除了巴登外交大臣亚历山大·冯·杜施、内政大臣卡尔·弗里德里希·内本尼乌斯和弗里德里希·雷蒂希等政客外，弗赖堡市长以及来自城市卫队的官员也出席了开业庆典，此前他们均已搭乘由“策尔林格号（Zähringen）”机车牵引、有禁卫团进行音乐伴奏的特别列车穿越了整条线路。当列车在12:40分抵达弗赖堡时，市长弗里德里希·瓦格纳在当时尚未完工的车站大楼内迎客，而设于施罗斯贝格山上的加农炮也鸣放礼炮志庆。早在1845年8月，已有1,474名抵达旅客和1,682名出发旅客利用巴登主线搭乘新设立的普快列车服务进出弗赖堡，此后这些列车每日开行5班。尽管弗赖堡至奥芬堡之间的驿站马车服务随着铁路的开通而停办，但它们在弗赖堡至巴塞尔之间仍然维持每日双向3班的服务。最早使用弗赖堡火车总站的其中一个著名旅客被认为是弗朗茨·李斯特，他于1845年10月16日从海德堡来到弗赖堡，以准备次日于当地举办的音乐会。车站的货物运输也同样自1845年夏季起开办。
在向南通往施林根的路段于1847年完工后，弗赖堡临时性的尽头站被转换成带有两个轨道转辙器的通过站，这也能迎合不断增长的运输流量。通往北部拉施塔特和卡尔斯鲁厄的北部连接在1848年爆发的巴登革命中发挥了至关重要的作用，期间于布赖斯高被政府军和黑森军队镇压的反对派及其重型军事装备得以迅速转移至弗赖堡。

### 一战前的扩张

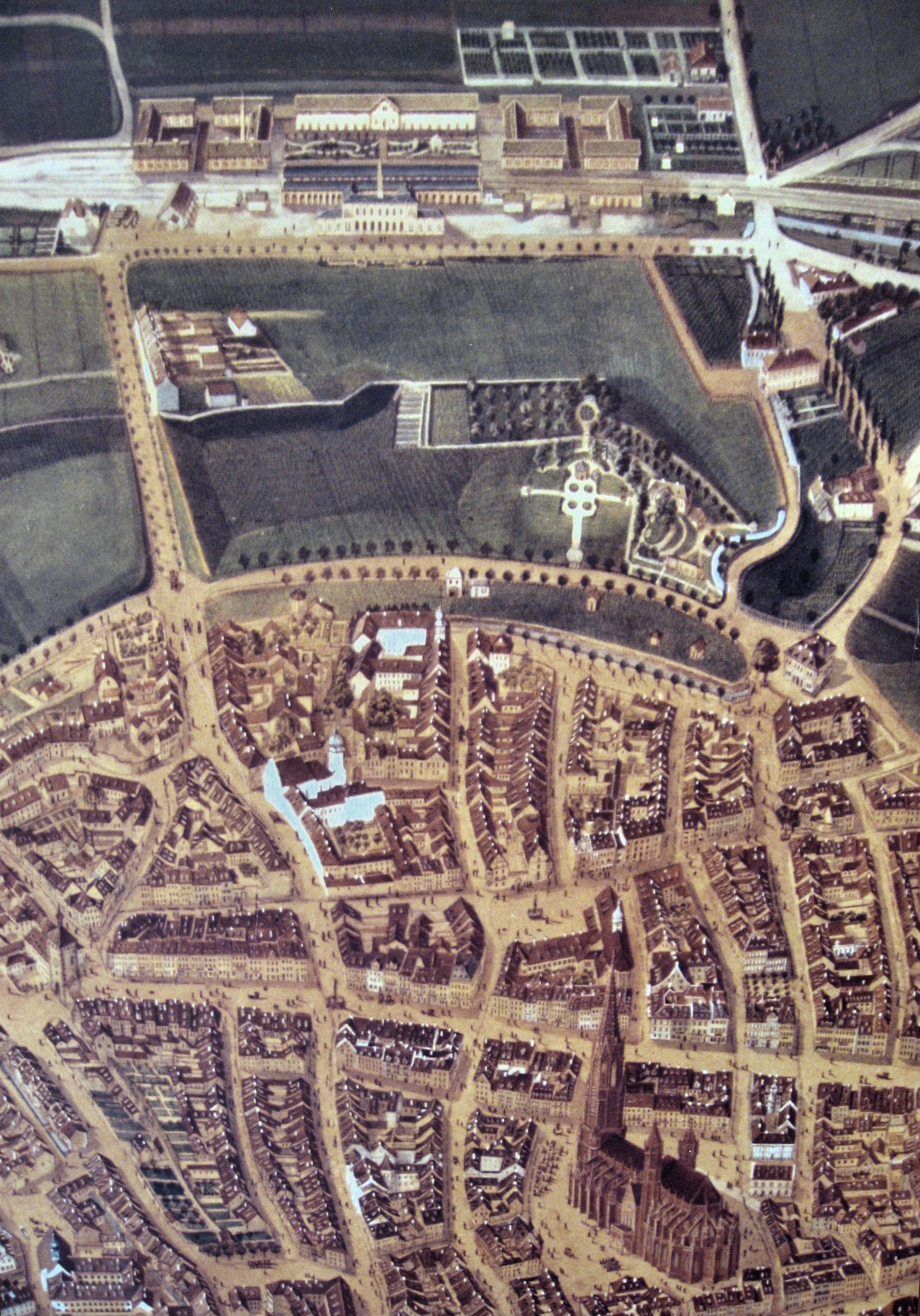
1852年由勒希绘制的弗赖堡地图，城市仍由沃邦要塞的遗址所包围，以及当时位于西部的车站

这座被称为“弗赖堡旁的车站（Bahnhof bei Freiburg）”起初是位于城市的外围，就如同约瑟夫·威廉·勒希（Joseph Wilhelm Lerch）在1852年绘制的地图所标示的那样。它最早只能通过延长的贝托尔德大街（Bertoldstraße）抵达，直到车站大楼在1861年完工后，这条大街才又被改称为站前大街（Bahnhofstraße）。随着车站的建设，弗赖堡终于从沃邦要塞的框架内发展出去，在铁路沿线设立了酒店、客栈和中央邮局，并在车站及城市之间加入了景观绿化带。弗赖堡市政府还根据名为“车站之后（Hinterm Bahnhof）”的分区规划，发展出了如今的城区斯图林格。那里很快便有中小型工商企业和工厂入驻，其中包括一些从原城区赫尔德恩和维勒迁出的企业。
在1870年代，巴登大公国国家铁路为车站扩建了候车室、储物间及一个中庭。作为1871年普法战争的结果，被吞并的阿尔萨斯-洛林地区很快便通过新修建的弗赖堡－科尔马铁路（即布赖萨赫铁路）接入德国的铁路网络，这也使得弗赖堡车站有必要设立第3条到发线和第2座站台。从莱茵河谷铁路线上的登茨林根引出、通往瓦尔德基希的埃尔茨河谷铁路于1875年建成通车，并自1901年起继续延伸至埃尔察赫。
1885年，随着弗赖堡的铁路运输量大幅增加，旧的到发厅被拆除，并修建了两座新的大厅。铁路平交道口也被一座桥梁所取代，它在当时被称为威廉皇帝桥（Kaiser-Wilhelm-Brücke），现在则根据弗赖堡在尼加拉瓜的姊妹城市维维利而被命名为维维利桥。在1885年至1886年的改建过程中，车站还创建了两条至今仍然存在的行人隧道，其中的两条楼梯可与每个站台相连。

在19世纪行经弗赖堡的三条铁路示意图

当建于赫伦谷铁路的弗赖堡-维勒车站于1887年投入运营后，原车站遂被重命名为“火车总站”。它很快便成为弗赖堡乃至黑森林地区在客运方面的首要站点，但就货运方面而言，由于较高的运费税率，其影响力仅限于附近的周边城区。
货运大堂及装卸场地至19世纪末已很难在火车总站立足，尽管运输量自1878年以来已经增加了近20%。因此，在1901年至1905年期间，一座独立的货运站和一条11公里长的货运分流线在贡德尔芬根和莱特斯贝格之间建立，以舒缓铁路干线的运输压力。

### 魏玛共和国时期的发展

1900年至1935年间的车票销量走势

处理旅客到发的车站设施自20世纪初以来备受批评。批评者抱怨缺乏轨道数量，意味着进站和停站列车不得不频繁的共用3条既有到发线。这也造成了危险的根源，例如在1924年，即被发现有一列出站的市郊列车侵入了一列早前进站等候的快速列车所处的轨道中。同时，车站大楼也成为了批评对象，《弗赖堡日报》便将它形容为“捕鼠器（Mausefalle）”。此外，车站的客运量也随着弗赖堡的人口增长而获得大幅提升：在1900年，车票的销售量为1,340,954张，而至1919年，这一数字已几乎翻了一倍。
因此，在1910年制定的规划中，整个站台区域的上部结构都应该完全重建。其初步的设想是构建一座90米宽和8米深的天然石材门厅、并冠以一个大型穹顶。然而随着第一次世界大战的爆发，已接近完成的新建筑被迫停工直至另行通知。但新建筑所需的准备工程，包括将客运及行包业务完全分离的改动仍然可以继续完成。
至1929年，一座车辆段及机车站也成功在德莱萨姆河和巴斯勒大街（Basler Straße）之间建立。这使得它可以为火车总站创造额外的接入轨道及站台腾出空间，因此原本地处车站西侧的机车库和维修车间此时均已搬迁至那里。那里如今仍是德铁区域运输弗赖堡车辆段的场地。腾出来的空间在1929年和1938年被用作兴建另外两座新站台。其中第一座完成的新站台有8米宽和270米长。屋顶的排水口被首次安装在中部，使得雨水无需再通过顶棚的斜檐落下。此外，一个用于邮政的升降机也随着改造工程被安装在新站台之中。
巴斯勒大街在改造的过程中侧向迁移了50米，并降低了约6米。这使得2条巴登主线的轨道、1条机走线和2条自1934年11月8日重新调整走向的赫伦谷铁路轨道，得以通过3座新建的桥梁跨越街道。它们连同与之相交的阿尔伯特大街（Albertstraße，下跨道如今被称为马蒂尔德大街（Mathildenstraße））、莱赫大街（Lehener Straße，双双建于1905年）和赫伦谷铁路（建于1934年）一起，消除了弗赖堡市内最后的平交道口。
尽管运营条件有限，一些豪华列车还是会在这一时期经停弗赖堡，例如在1901年夏季开行的阿姆斯特丹－恩加丁快车（Amsterdam-Engadin-Express）。然而它的运营寿命并不长久。更为成功的是自1928年5月15日起开行的莱茵之金号列车，它于始终会在弗赖堡火车总站停靠，直至1939年9月1日第二次世界大战爆发，有时甚至还会经由圣哥达山口进一步前往那不勒斯。1939年5月15日，德意志国铁路还开行了一对由巴塞尔巴登车站经弗赖堡往返于多特蒙德（FDt 49/50次，由137 273－858型柴油动车组担当）以及一对由巴塞尔巴登车站至柏林安哈尔特车站（FDt 33/34次）的快速动车组服务，但它们均在战争爆发后停运。

### 二战及善后

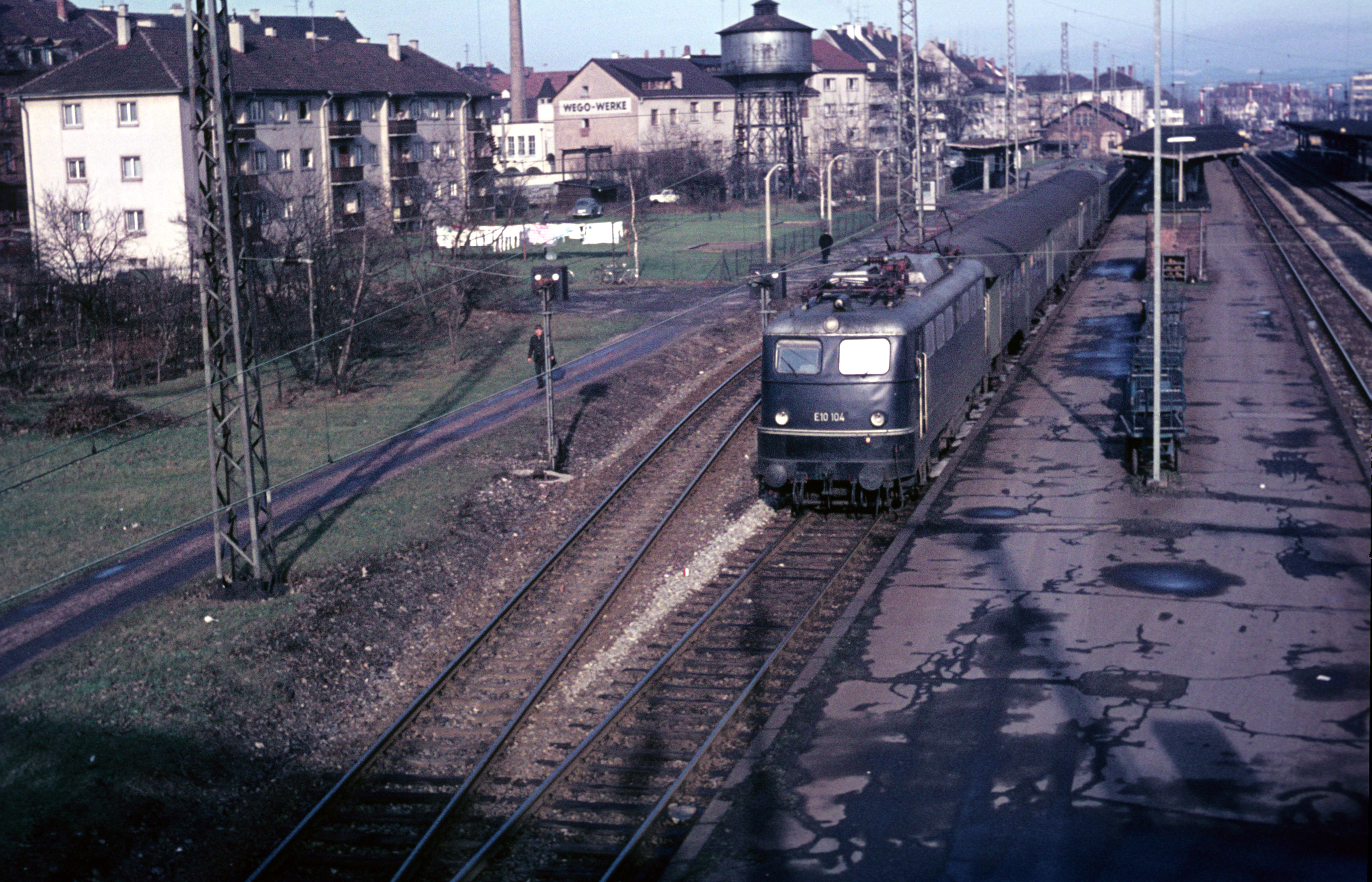
一列由E10型机车牵引前往蒂蒂湖方向的列车驶离车站（1970年）

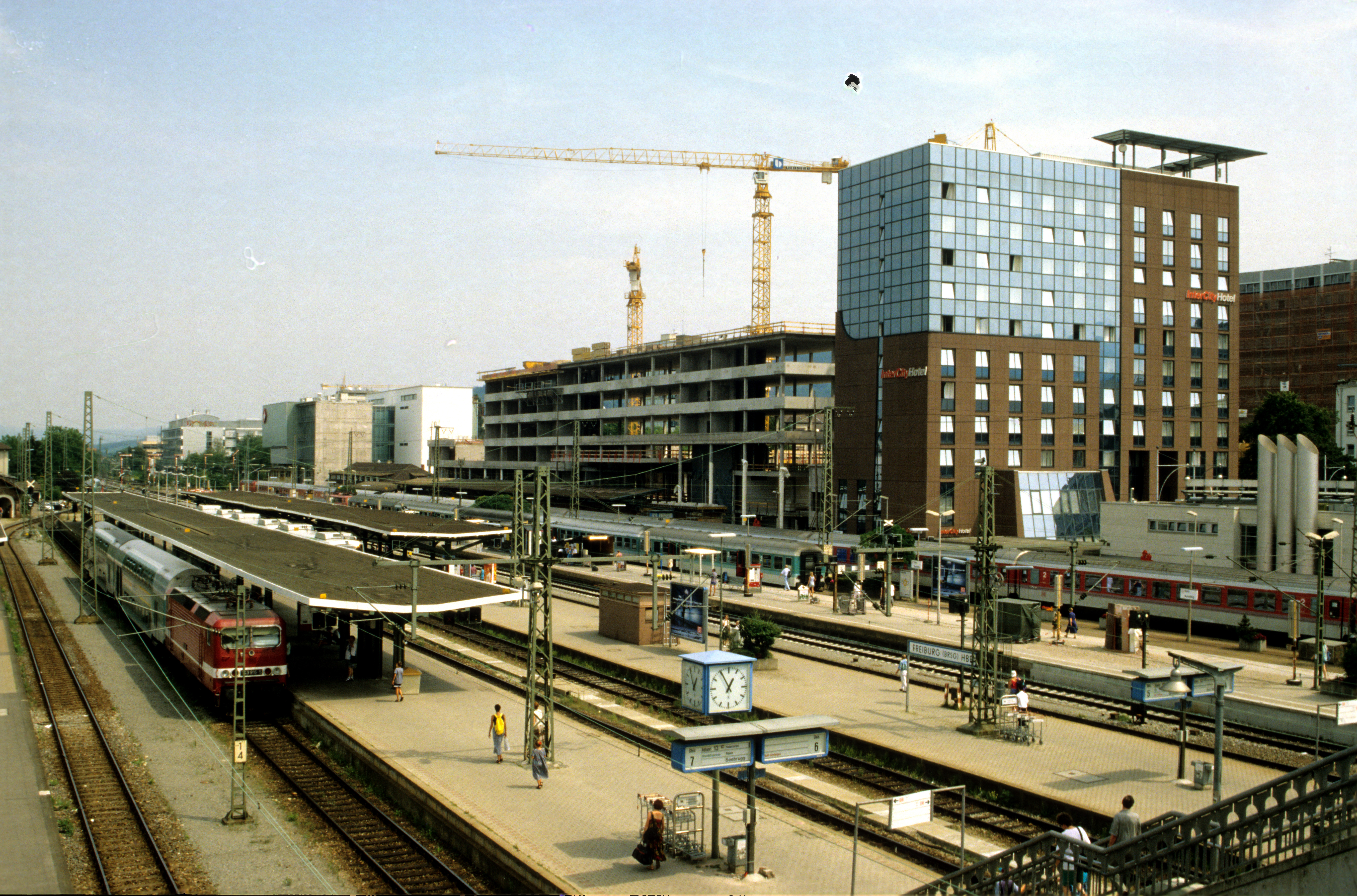
新建火车总站的第一阶段工程：设立车站大楼

由于第三帝国大力发展道路运输（例如兴建帝国高速公路），使得弗赖堡的铁路车票销量在战争初期呈暴跌态势。当政府自1940年起下令德意志国铁路减少使用铁路运输后，这种跌幅又随着战争的爆发而进一步加重。民用客运也不得不因为战争用途而受到限制。自1942年3月起，国民教育与宣传部的官员还威胁称，谁人若“为了好玩”而使用超负荷的战备铁路运输，将有可能受到严惩甚至移送集中营。
在1940年10月21日夜间至22日凌晨，作为瓦格纳-布尔克尔行动的一部分，由纳粹控制的南巴登行政区政府将450名来自弗赖堡市和当时弗赖堡县的犹太人驱逐出境，并通过车站的货运大堂把他们送往位于居尔斯的集中营。自2003年起，当局在维维利桥上竖立了一座悼念这一事件的纪念碑。
如同第一次世界大战一样，由法国空军发动的空袭并没有对弗赖堡的铁路设施造成显著破坏，但火车总站还是在二战结束前成为了两次大型轰炸的目标。并且这一次它感受到了极大的破坏：在代号为“虎鱼行动”的空袭中，英国皇家空军于1944年11月27日对弗赖堡进行了全面轰炸，期间摧毁了所有架空电缆设施、大部分轨道设施以及几乎整个车站主体建筑。车站钟楼成为当日唯一幸存的建筑，但它继而在1945年2月8日发动的第二波轰炸中被摧毁。此外，编组站及车辆段也受到了严重的损害。
战争结束后，美国军队早在1945年便要求将位于美国占领区内的巴登主线北段恢复运营。同年9月7日，恢复正常工作状态的路段已通达弗赖堡，并在随后的11月15日向南延伸至巴塞尔。然而，当这一区域随后被法国占领区接管后，法国军队便勒令拆除从奥芬堡－弗赖堡－米尔海姆的部分线路，并将拉多尔夫策尔－康斯坦茨的线路改造为单线，以削弱莱茵河右岸的运输能力，从而增强法国国家铁路在莱茵河左岸的影响力。事实上，这些计划最终仅在奥芬堡－登茨林根区间落实，因此弗赖堡境内的铁路得以幸免于难。然而这时以此途径从弗赖堡通往奥芬堡的列车数量，相较于100年前线路刚通车时有了显著的减少。此外，由于大幅度减少的列车数量，车站于1950年5月14日之前只能在德国铁路车站分级中作为三等站使用。直至1952年，才再度有12对快速列车服务运行于巴登主线上。
1945年8月1日，为数不多的市郊列车也开始利用货运车厢开办三等席别的客运服务。这些服务包括1条从诺尔辛根（莱茵河谷铁路往南）至火车总站的线路、2条从登茨林根（莱茵河谷铁路往北）和胡格斯特滕（布赖萨赫铁路）至编组站的线路以及1条从辛默赖希（赫伦谷铁路）至维勒车站的线路。直至1950年12月19日，当受损的轨道设施和此前由德意志国防军在撤退时炸毁的赫伦谷铁路洛雷托隧道（Lorettotunnel）完成修复后，维勒和火车总站之间才得以再度恢复为复线铁路。而早在同年10月，巴登主线也在当局与瑞士进行外交谈判后恢复了双线通行能力。
法国占领区的国家铁路在1945年还决定继续对赫伦谷铁路进行供电制式为20千伏50赫兹的实验，而后者此前已在1936年至1944年间开始了这项运作。巴登主线的电气化改造则自1952年开始，它采用15千伏16⅔赫兹的电压制式，并在1955年5月底延伸至弗赖堡进行电网分离。由于制式为50赫兹的电力机车无法跨电压运行，因此从弗赖堡货运站经由火车总站前往赫伦谷铁路的货运列车通常会由蒸汽机车牵引。这种电网分离模式持续了整整五年，直至赫伦谷铁路的运作实验停止后才结束。双电压的运作也使得车站有必要设立第8条到发线。当从巴塞尔开始铺设的巴登主线电气化完成后，一台由E10型电力车牵引的首航列车于1955年6月4日驶入弗赖堡，并在一天后由38型蒸汽机车无火回送至斯图加特。
车站建筑的废墟清理工作直至1947年秋季才开始，但由于人员及物资短缺，它在联邦德国于1948年实施货币改革之前的进展都相当缓慢。弗赖堡火车总站获得了一个临时重建的车站大楼，它也成为了德国各大城市在战后首批新建的车站建筑之一。车站的落成典礼于1949年11月9日举行，时任巴登联邦总统的莱奥·沃莱布出席了典礼。在该建筑于1955年至1956年进行翻新后，它又在1985年至1986年举行的弗赖堡园艺展期间完成了大规模的室内改造。而与此同时，关于车站是应该改建或新建的争论已经持续了几十年，既有的车站建筑也招致了媒体的激烈批评。据《巴登日报》表示，“该建筑是作为大型都市和旅游名城弗赖堡的耻辱”，并且仅适用于“地区性的‘鸟巢’而非一座超过16万人口的城市”。
早在1950年代末的设计规划中，便提供有一个多层次的行人平台通过轨道与市中心相连。除了长途线路外，设于地下的有轨电车站及巴士站也被纳入规划范围。此外，随后建于费伦巴赫大道（Fehrenbachallee）的科技市政厅也应该与上述轨道相连，这是一座有7至15层的高层建筑，其中包含了电影院、百货公司、文化会议中心和地下停车场等众多设施。1965年，城市首席规划师汉斯·盖格斯提出了一份为整个场地及空域的进行出售和租赁的融资计划。德国联邦铁路在1969年同意了这份计划，因为它可获得更多的空间用于扩建莱茵河谷铁路。然而，这个价值4,000万德国马克的车站地块项目未能在1970年10月举行的市议会中获得通过，因为它无法找到合适的投资者。随后，在对新建一座文化及会议中心的讨论过程中，建筑师曼弗雷德·萨斯（Manfred Saß）提出了一项新的火车总站方案，会议中心被集成在其中。这是一座地处轨道上方4.5米、约115米长的构造体系，并可容纳一个高达12米的大厅建筑。其费用在1978年被估算为8,600万德国马克。同年，随着曾长期居住在弗赖堡的巴登-符腾堡州州长汉斯·费尔宾格辞职，项目接受国家补贴的前景被进一步恶化。而由于需要面对来自航空运输日益增多的竞争，德国联邦铁路也不愿意为大型基建项目提供资金，这一方案最终在1980年中止谈判。
另一方面，车站的列车服务在此期间却得到了进一步的发展：德国联邦铁路重新开办了两对快速动车组服务及莱茵之金号列车。在弗赖堡火车总站停靠的最快速列车是1960年的全欧快车赫尔维蒂亚号，其最高速度可达140公里/小时。

1978年至1988年间的车票销量走势

火车总站同期售出的车票数量为1,355,590张（加上在策尔林格的29,491张和赫尔德恩的11,745张），这一数字与世纪之交及1935年的水平基本持平。但它与卡尔斯鲁厄铁路局辖下的其它地区相比仍然有所回落。在1960年夏季的工作日、周日及节假日，共有163班客运列车运行于莱茵河谷铁路（其中49班快速列车及25班普快列车）、36班运行于布赖萨赫铁路（其中10班动车组列车）以及48班运行于赫伦谷铁路（其中12班普快列车）。在1971年9月26日起生效的跨年度冬季运行图调整中，弗赖堡正式进入城际列车（IC）时代：在德国联邦铁路最初制定的城际列车网络中，弗赖堡火车总站被纳入从汉堡-阿尔托纳至巴塞尔的城际列车4号线。
当城铁大桥在车站大楼南侧落成后，有轨电车网络也于1983年得到了扩建，因为与之相邻的维维利桥已不再能满足日益增长的运输量。此前的有轨电车都是经由紧邻车站正门的俾斯麦大道运行。而随着新桥梁的落成，所有轨道都可实现无障碍进入。每个站台都引入了升降机，而用于城际快车（ICE）服务的1站台和2/3站台还另外配备了自动扶梯。它们是作为首班定期通往瑞士的城际快车经停弗赖堡火车总站之际，而在1992年9月27日进行了这项升级。

### 新建之路
集成了会议中心的车站项目尽管未能得到实现，但1988年在这一地块中落成的弗赖堡音乐厅还是促进了车站周边地区的发展：德国联邦铁路的子公司，斯泰根贝格酒店集团提出新建一座城际酒店（InterCity-Hotel），并在1990年被纳入了一个完全重新设计的整体区域拓展规划。但由于德国联邦铁路在当时作为一家政府机构而无法为市政规划提供必要的资金，因此它们举办了一项委托建筑师及城市规划师小阿尔伯特·施佩尔主导的投资方案竞赛，其中共收到了来自7个投资者提出的9项方案。最终脱颖而出的是来自瓦尔德基希的哈特及坎兹勒建筑事务所（Harter und Kanzler），它们与建筑集团比尔芬格贝尔格共同成为新的投资方。在随后的讨论中，市民及公共机构对草案提出了反对意见。它们批评规划中的封闭施工（螺栓施工）、拟定的建筑物高度（尤其是两座写字楼）、由此形成的一条行人隧道、以及整体外观和预期的交通负荷会导致车站地下需要提供多个停车位等等，这些都将对斯图林格区内的通风及采光造成影响。关于对斯图林格气候的影响报告在1992年6月公布，它表明温特钦格大街（Wentzingerstraße）周边的区域将减少约15%的通风效果。这些过程导致了设计方案不得不再次进行修订，并需要在弗赖堡市议会在6月22日决定通过车站的新发展规划前完成。

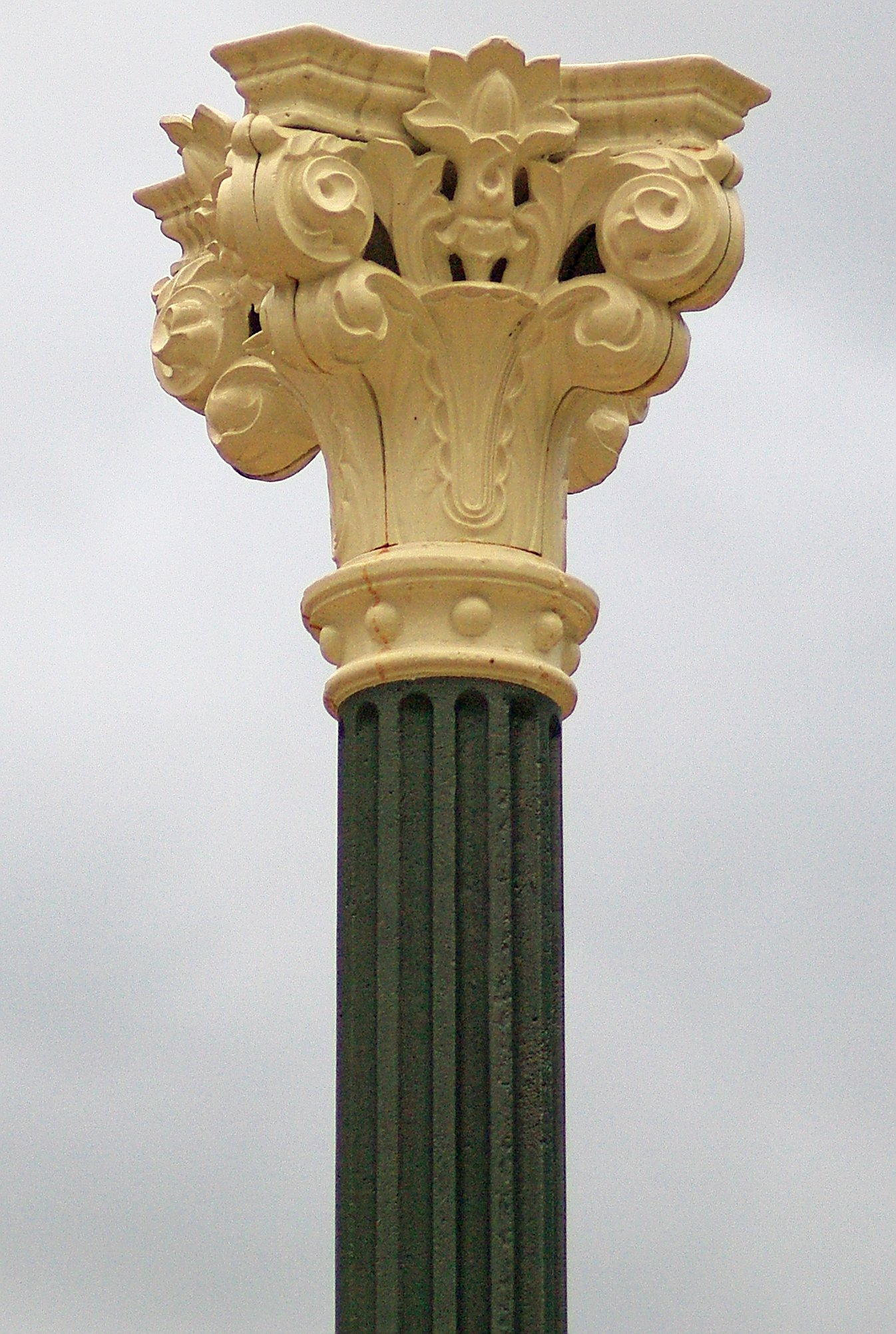
一根位于车站附近啤酒园的科林斯式圆柱

使用了超过50年的临时性车站大楼于1997年完成拆除，以便为新设施腾出空间。1999年9月29日，新的火车总站正式开业，而整个发展区域也随后在2001年7月18日完工。在重建的过程中，原有的科林斯式圆柱被替换，后者曾在1995年至1886年的车站改造中被用做支撑1道的两座站台檐棚。由于保留它们需要对顶部进行一项复杂的高度调整，德国铁路遂将其放弃。圆柱的其中一部分被送往了武塔赫河谷铁路，安置在魏岑车站一座经过完全重建的旧站台檐棚中。其余的圆柱则被存放于弗赖堡土木工程处的建筑材料堆场，直到2010年夏季才见到它们被用做装饰车站附近的一座啤酒花园。这一用途也遭致了斯图林格居民协会的大规模反对。其认为圆柱是它的财产，并且宁愿看到圆柱出现在附近的绿地上。
2002年9月，弗赖堡火车总站成为了德国铁路在63座大型ICE/IC车站设立吸烟区项目的一部分。5年后，这些区域都必须受到禁烟法律的规管。2003年1月29日，一组车号为Tz 301的ICE-3列车在火车总站被正式以“弗赖堡”命名。
如今每日在火车总站停靠的列车约为250班，其中日均旅客发送量为60,000人次。此外，每日另有50至150班列车不停站通过该站。因此，该站已基本达到能力上限，尤其是旅客数量自1979年以来已经翻了一番。

## 建筑风格

### 首座建筑（1845年－1945年）

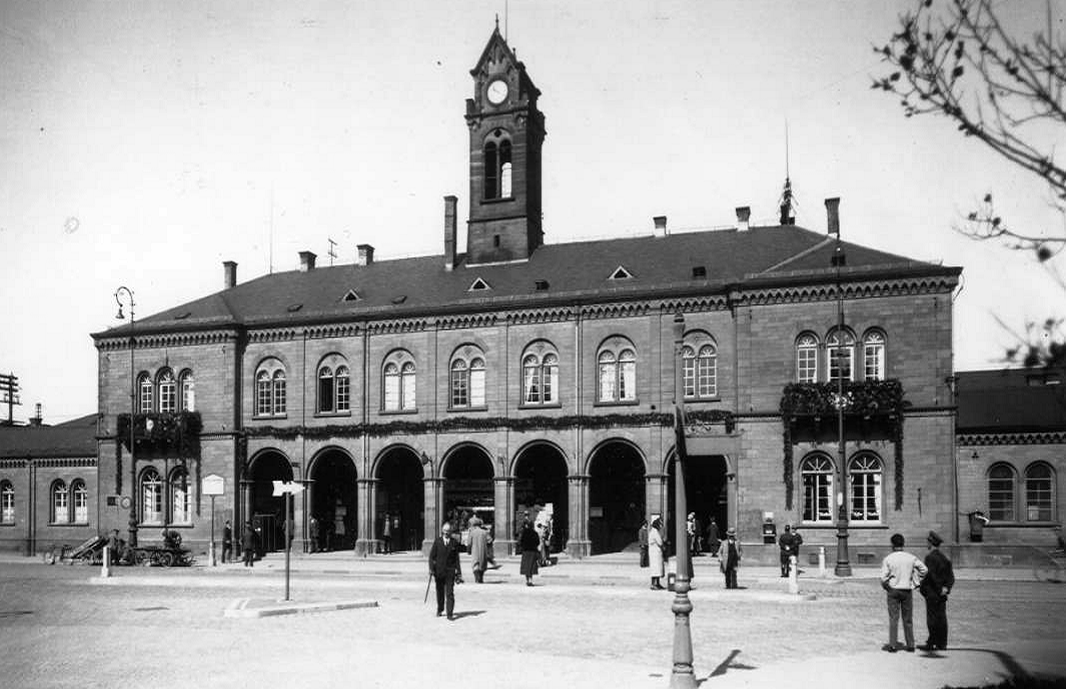
1890年的车站大楼

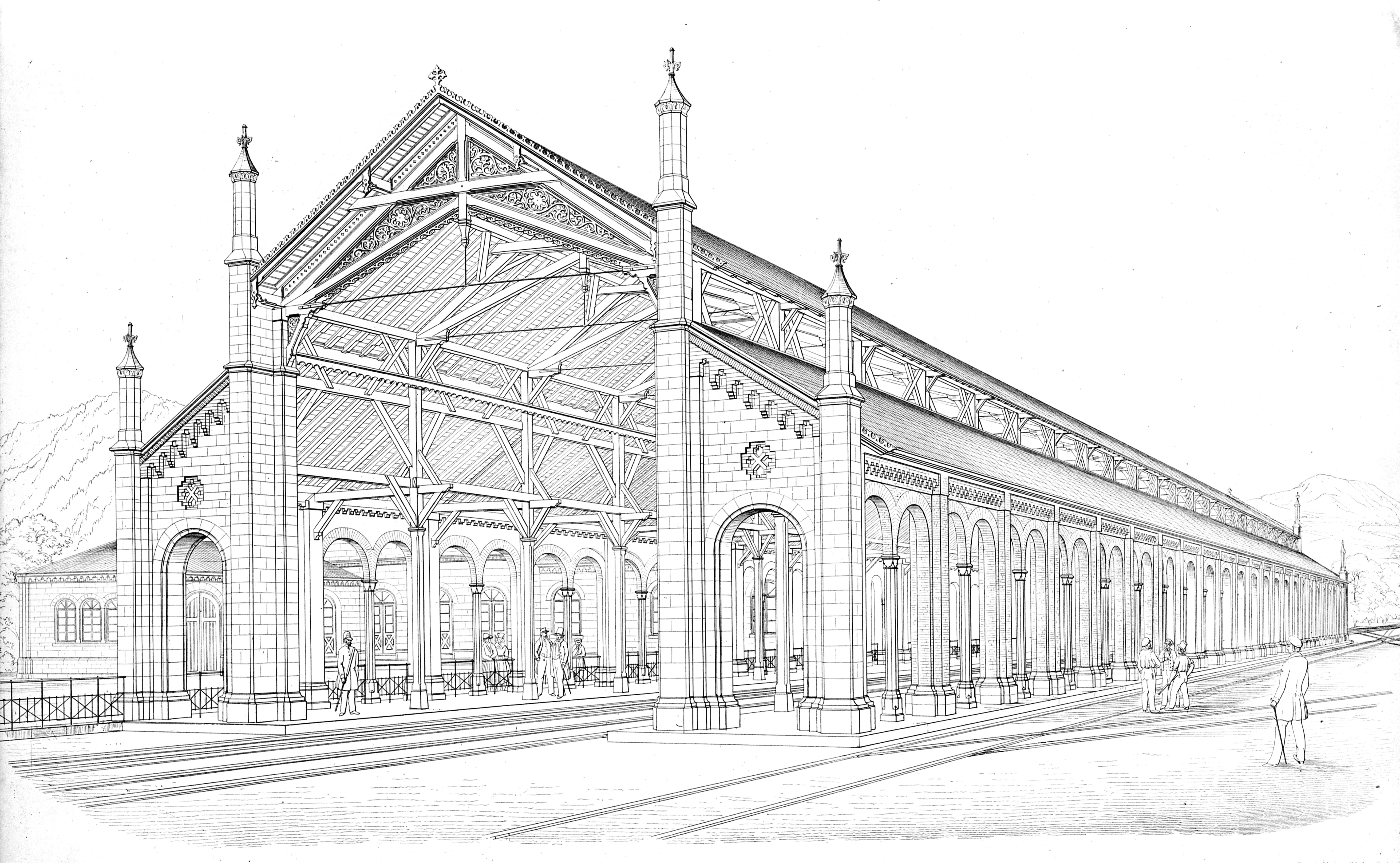
弗里德里希·艾森洛尔绘制的车站大楼（约1845年）

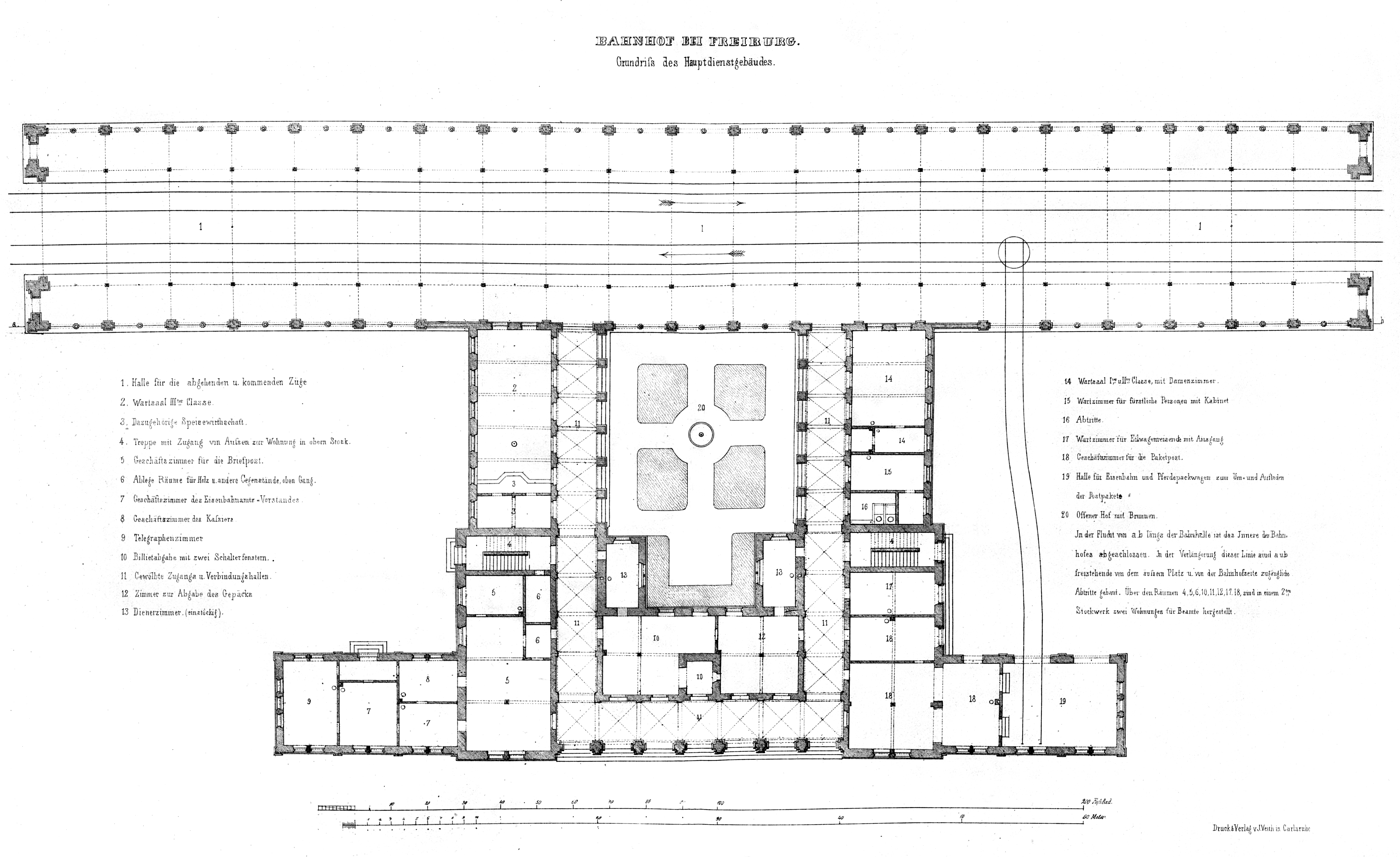
艾森洛尔的车站平面图

首座两层高的车站大楼由建筑师弗里德里希·艾森洛尔所设计，这是一座包含了大量罗马复兴式元素的历史主义式建筑。与巴登其它的大型车站一样，弗赖堡的这座建筑采用圆拱形的风格，因此圆拱形的墙壁和走廊开口都成为了首选样式。它也因此与既有线路上由艾森洛尔设计的一系列车站保持一致：
|  | 代表性的石质车站大楼是通过其块状的建筑主干、平坦的四坡顶和具有新古典主义传统的对称性外立面而实现。与其老师海因里希·胡布希的传统相比，艾森洛尔更青睐于使用未抹灰泥的石料以及圆拱形的墙壁和走廊开口。除了经典的纹饰艺术，它还带有哥特式的装饰风格。 |

对于特意放弃涂抹灰泥，艾森洛尔用他自己的话说就是“随处可见的原料和毫不掩饰的实际设计，以及由此生成的形态构造，因此它似乎没有形态，但却真实”。由红色砂岩构建的外墙突出部分是通过其它明亮的墙面背景进行投影。车站大楼共有70米长，当中的40米为双层空间。其门廊是由7个在两侧前庭 (建筑)之间凸出的拱门组成，并形成无帽壁柱的样式。这些建筑风格的修饰手法都与古典时代相关，而建筑师的灵感则来自于早期的文艺复兴。屋顶塔楼上方是一个塔钟，它在早期的图纸中曾加盖有一个“优雅的尖顶”。在其后尖顶被移除后，这在1910年的照片中已经可以显现，文物保护者曼弗雷德·贝尔格认为塔钟“已经对建筑的对称性造成了破坏”。车站大楼的首层设有铁路职工的办公室以及电报局和邮局的设施。二楼则是铁路职工的宿舍。
站台大厅和车站大楼之间有一个带喷泉的开放式中庭，它是以希腊或罗马式的前院为蓝本建造。其四周是旅客来往所必要的设施空间，包括3间从一等至三等级别的候车室。这种连接式结构与当时的许多其它车站建筑不同，采用的是贯穿轨道的布置。这使得艾森洛尔可以将站台大厅和车站大楼作为独立的构造单元，尽管它们彼此相连。然而，旅客却需要考虑到较长的步行时间。
站台大厅有110米长、16.3米宽和当时巴登最高的16.3米脊高。它采用三中殿式的巴西利卡风格，其屋顶可以略微向外排水。这是根据曼海姆火车总站的样式进行了改良，后者仅为双中殿式建筑，并曾出现过排水问题。石板瓦屋顶被架设在由原生木材制成的结构之上，艾森洛尔出于成本考虑而避免了使用昂贵的铸铁。尽管如此，该车站在最初还是像巴登其它的许多车站一样饱受批评，无论其是否富丽堂皇。
大厅的前壁也使用红色砂岩，侧壁则为白砖材质。柱和墩的布置在视觉上一直向建筑内延伸，这比开口的数量增加了一倍。通风窗采用连续性的排列，并使得部分支撑结构保持透明。山墙侧面的墙墩被装上了哥特式尖顶。通过其自身的重量使建筑物获得了额外的稳定性，以承受从长边形一侧吹出的风压。在大厅内设有一个机车转盘，邮政车厢可直接在此装卸，因为马车可以一直开到轨道旁。

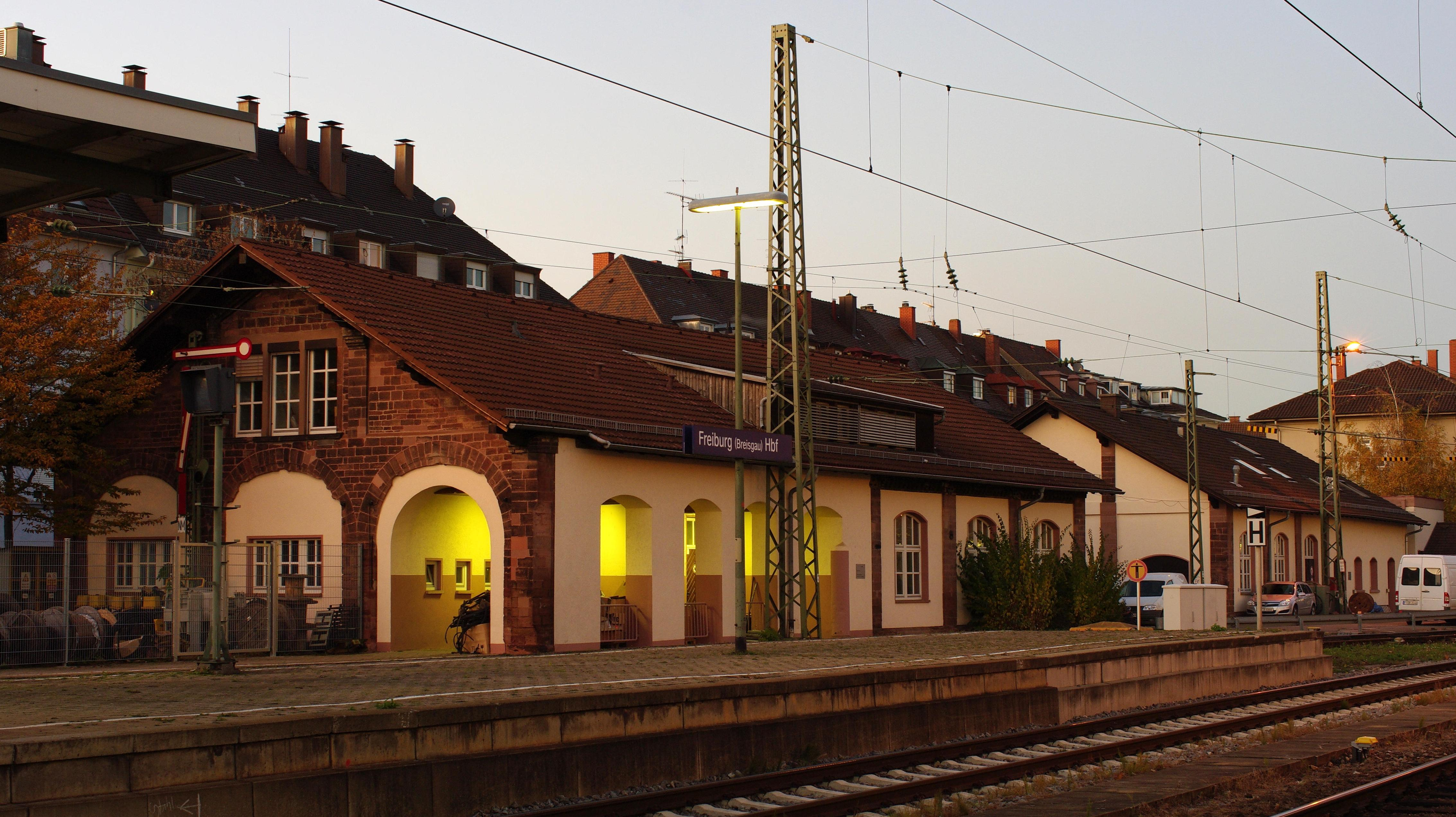
始建于1845年的原列车库

由于货运场此时尚未从客运站内分离，因此货物都得以尽可能利用车站两侧的装卸侧线和装卸道路进行装运和卸运。车站西有一个更大的装载区和装运起重机，但不设大型的龙门吊。货运大厅则位于车站的东侧，它包含两个转口仓库。接收和发送大厅各有99米长，但只有13.5米宽。快件大厅则提供有640平方米的仓储面积。
首座车站设施中，至今唯一幸存的建筑物是位于文钦格大街和8道之间的列车库。它始建于1845年，如今已被列为法定古迹。

### 第二座建筑（1949年－1999年）

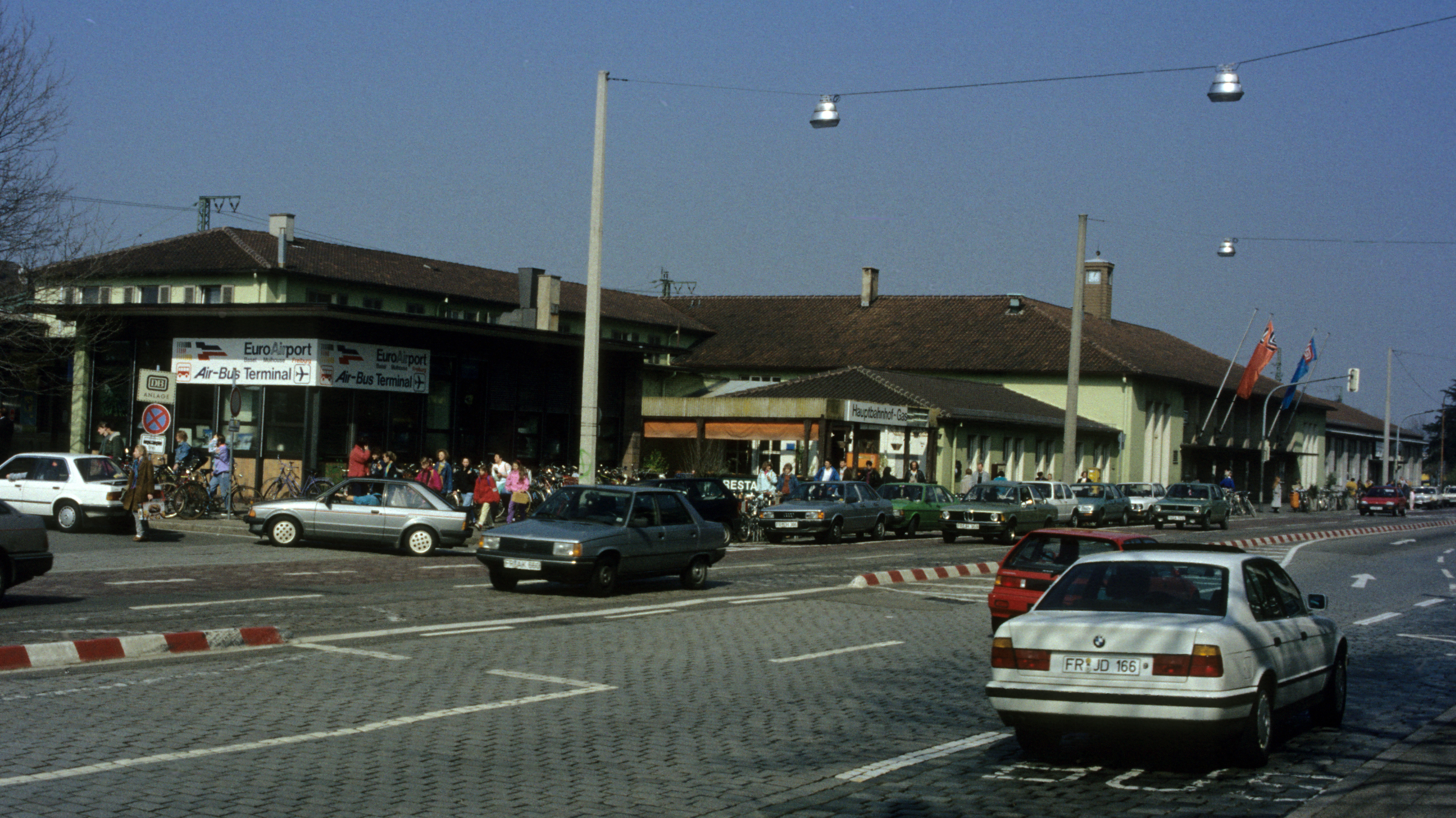
建于1949年的临时性站房

由于战后资金、建材和工程机械的匮乏，复杂的建筑方案从一开始便被排除在外。因此当局决定重新利用在战争中保持完好的地基和地下室，并在此基础上创建了带有一个坚实中心建筑和两个轻型结构侧翼的楼层平面图，它可以在日后进行单层扩建或替换为多层建筑。其设计及建造是由上级国家铁路局及建筑师瓦尔特·莱（Walter Lay）负责。
旧建筑天窗的钢制框架也在空袭中幸免于难。通过重新使用这个15.6×12.4米的组件，建筑的中间部分可以充分的吸收自然光，但由于大厅的空间高度只有5.5米高，它无法因此而得益。与其前身建筑不同，候车室不再是通过车厢等级划分，而是存在吸烟者和非吸烟者之间的差异。为了表示对旧车站的纪念，当局还将一个小型钟塔安置于楼顶。
在1947年至1949年间斥资30万德国马克、由建筑公司比尔芬格贝尔格建造的正厅，由于其“极其灵巧的空间分配”而受到《巴登日报》的撰文称赞，特别是由于站台与站前广场之间只有30米的空间可供建设。凭借520平方米的面积，这一正厅甚至比其前身更大。英国杂志《铁路公报》在1950年也将该建筑描述为“不仅能充分满足其用途，同时在结构设计上也令人满意”。

### 第三座建筑（自2001年）

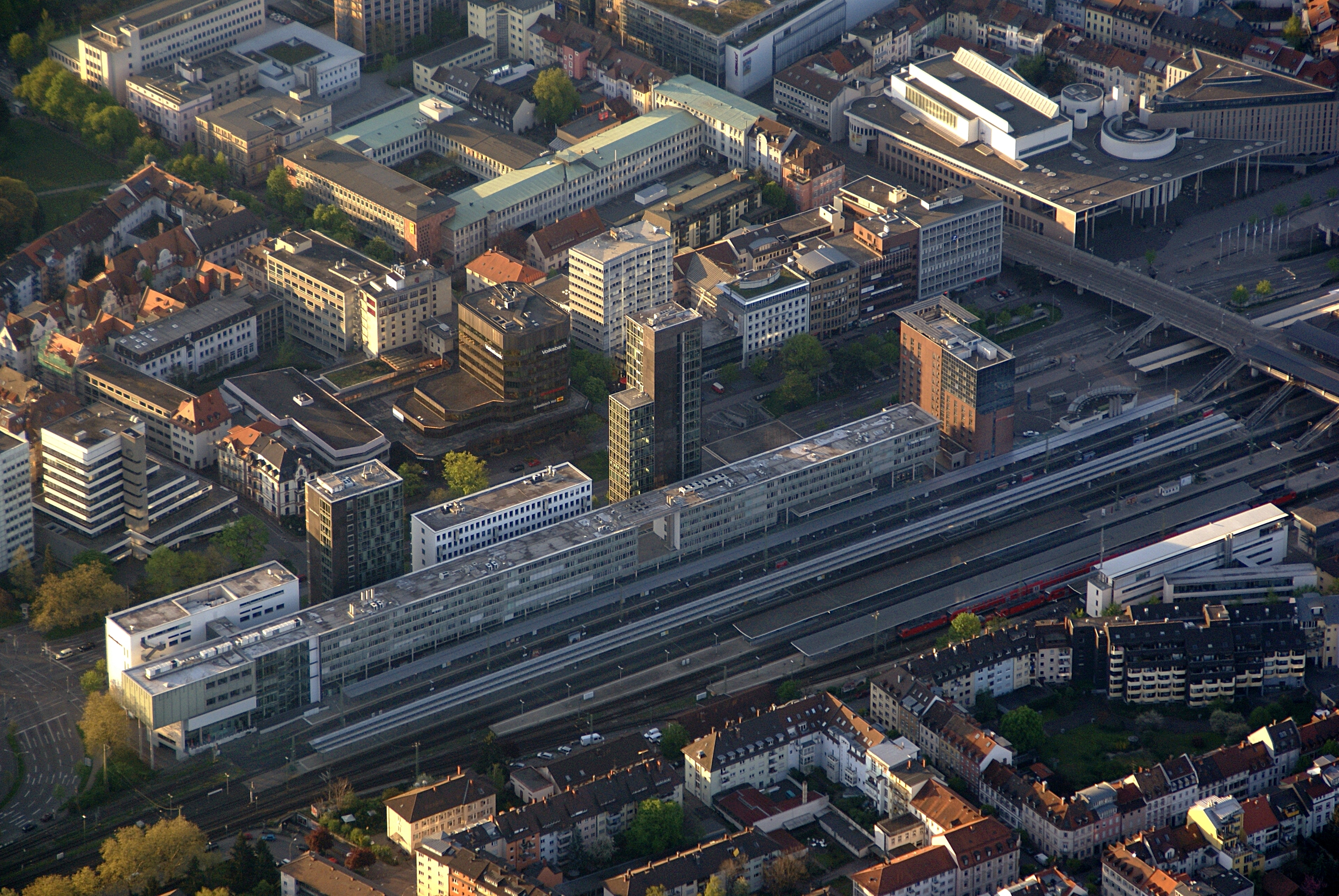
车站鸟瞰

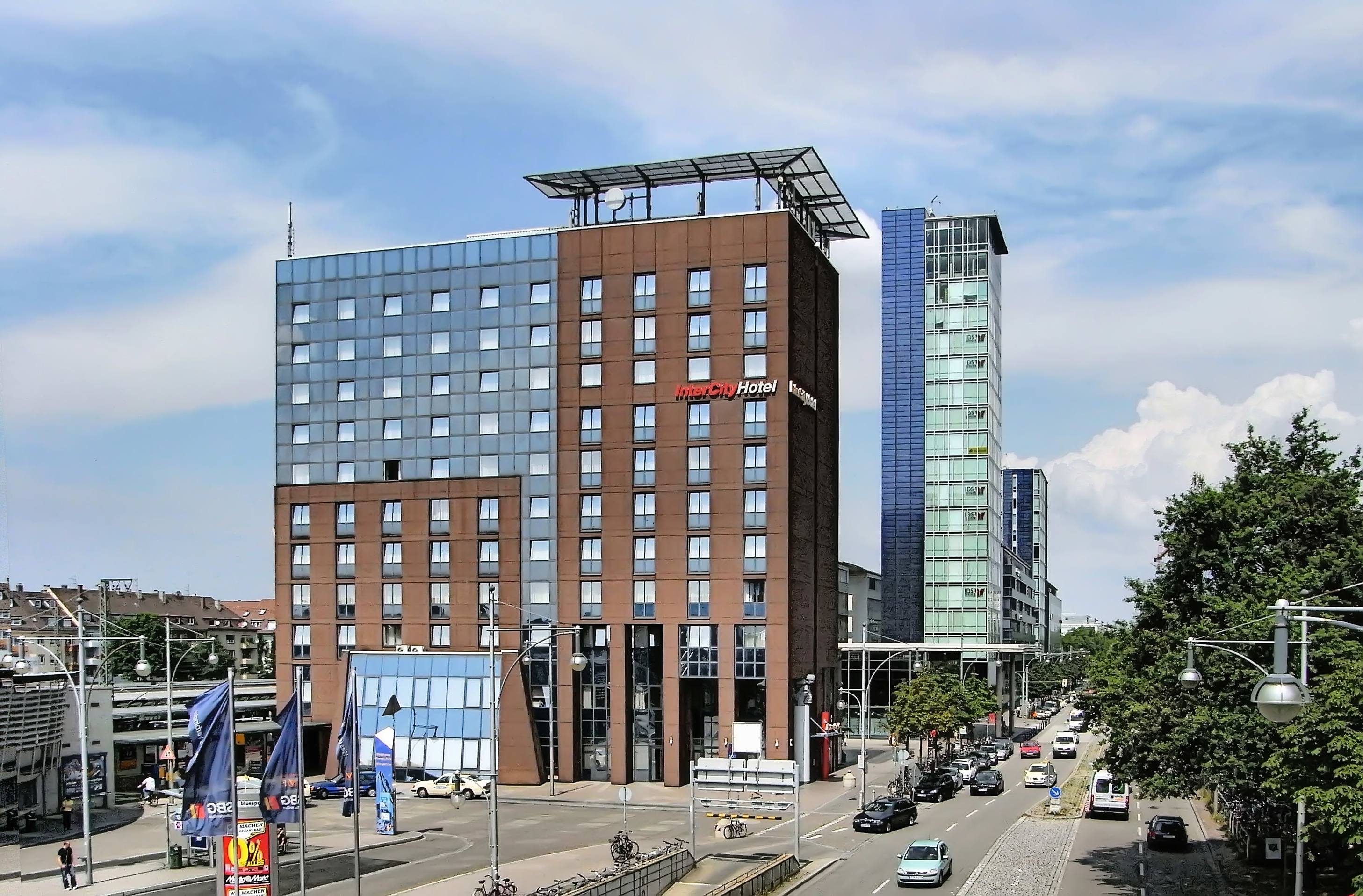
车站南侧

临时性站房在拆除后被一个全新的建筑物所取代。新的车站大楼共斥资6,140万欧元建设，它拥有40,000平方米的建筑面积和23,000平方米的室内面积，比起旧的复合体建筑显著增大。
其核心是由两栋6层楼（22米高）的建筑和两座高度为44米和60米高的办公大楼所组成。其中前者分别坐落于轨道（275米长）旁和俾斯麦大道（265米长）旁，后者则在铁路大街（Eisenbahnstraße）和罗萨大街（Rosastraße）之间彼此相对。两座办公大楼还是继弗赖堡主教座堂之后，在弗赖堡市内的第二高建筑。
轨道北侧的高层建筑会在3至6楼之间的中部设立一个大型开口，它们被称为通风窗，这是根据市政府的要求，在市中心及斯图林格之间确保较佳的空气流通。建筑公司比尔芬格贝尔格还在2000年于6楼兴建了一个未经批准的玻璃通道。它应按照法泰克电信（Vartec Telecom）的要求连接至其所承租的物业内。由于该通道在其后也未能获得市政府的批准，它被迫支付了70,000德国马克的罚金。尽管法泰克电信如今已关闭了在弗赖堡的分支机构，但该通道却依然保留了下来。
两座建筑是通过一个建于2楼上方的玻璃顶棚相连，在它的下方是车站大厅以及与之相连的、内设德国铁路旅游中心的市集大厅。此外，在市集大厅及其阁楼上还能找到各式餐厅和商店。其余楼层则连同两座办公大楼提供约25,000平方米的办公空间。在较高大楼的最顶两层是一个集成了咖啡馆、酒吧和迪斯科舞厅的综合性会所。
在车站大厅设有自动扶梯和玻璃升降机与地下层相连，后者同样可以见到一些商场。从那里可以通往所有8个站台、车站的地下停车场以及中央巴士站。人们还可以经由一个楼梯或升降机通往车站对面的俾斯麦大道和铁路大街，从那里可进一步连接至市中心。站台行人隧道的另一侧则设有斜坡和楼梯，它可通往斯图林格区内的文钦格大街。

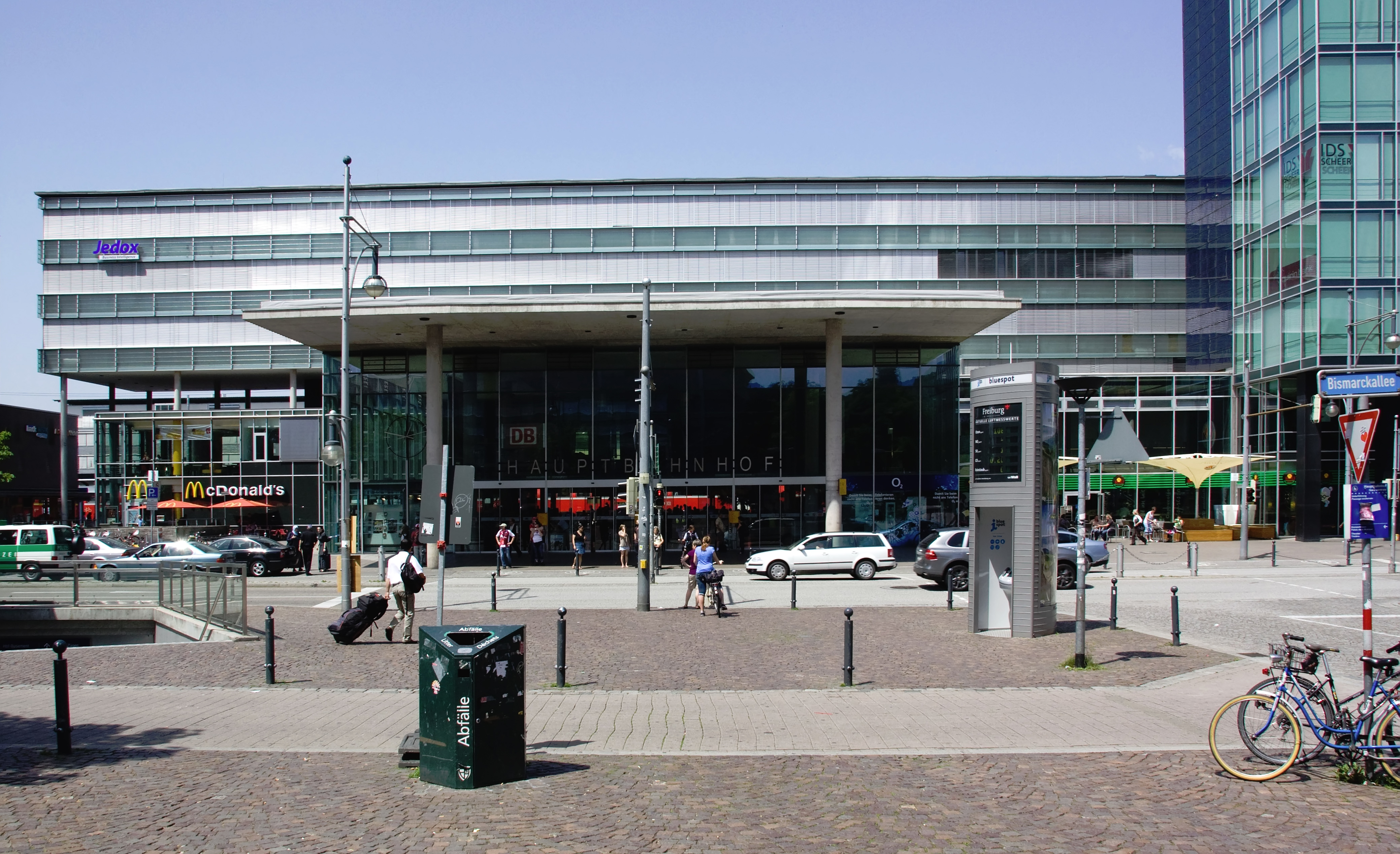
车站大厅的入口及浮顶式雨棚

行人隧道是通过一个天窗进行采光，它将车站大楼和城际酒店之间的空间提升了约1米高。车站大厅的飘顶雨棚是建筑师根据音乐厅的屋顶设计，而两座塔楼的样式则按照投资方的要求体现了弗赖堡主教座堂和两座城门（马丁斯门和施瓦本门）的元素。
建筑物的外立面是通过使用玻璃组件而获得了大面积的透明度，但西侧则是因为使用了预制组件而显得较为黑暗。设于南侧的两座塔楼根据光伏电站开发商Solarstrom的计划安装有光伏陣列，因此建筑的设计者、来自瓦尔德基希的哈特及坎兹勒建筑事务所在2001年的巴登-符腾堡光伏建筑大奖的颁奖典礼中，获得了由经济部能源资讯中心颁发的这一奖项。
弗赖堡天文馆被安置在原复合体建筑的北端。毗邻车站设施的空间的租赁业务由德国铁路本身接管，复合体建筑的其余部分则由投资方租用。前者还收购了经过改造后的地皮，即便它只能用于长期租赁，这也是德国铁路的首宗同类收购。

## 轨道设施
弗赖堡火车总站的主要线路包括2条莱茵河谷铁路的轨道、2条赫伦谷铁路的轨道以及1条布赖萨赫铁路的轨道。在莱茵河谷铁路和赫伦谷铁路的轨道之间设有一个带停车场的车辆段，它负责为霍伦塔尔铁路、巴塞尔至卡尔斯鲁厄区间的莱茵河谷铁路以及自2004年起为黑森林铁路供应铁路机车车辆。目前，有一系列的111型、143型、146.1型和146.2型机车，以及一些采用交通红色涂装的n-型车厢和双层车厢均驻扎于此。那里共设有2组道岔，另有1组则位于车辆段及站台之间。所有轨道均会跨越德莱萨姆河和多条道路，然后汇入车站南侧的两座桥梁通行。而赫伦谷铁路也会跨越莱茵河谷铁路。德国铁路已经将其仅使用了数年的邮政装运车站出售。此后EK出版社会将其车辆停在该车站大厅内，直至邮政车站于2012年1月至7月期间被拆除。

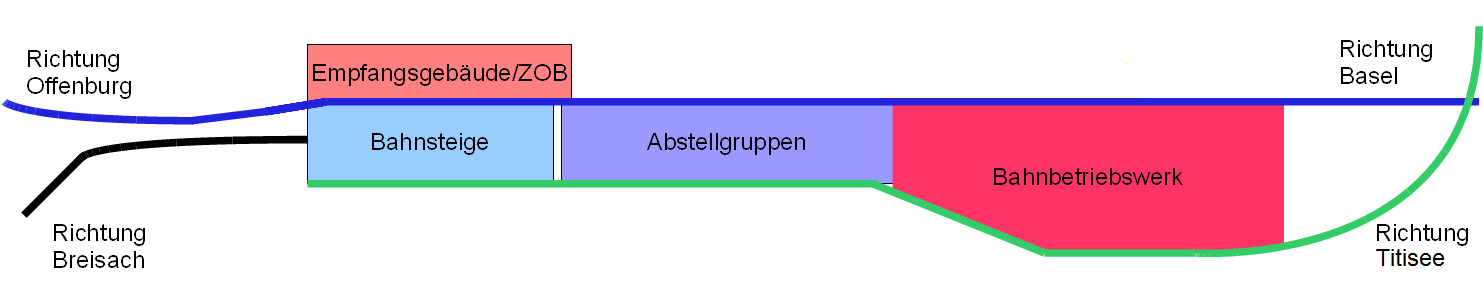
轨道设施示意图

### 信号所

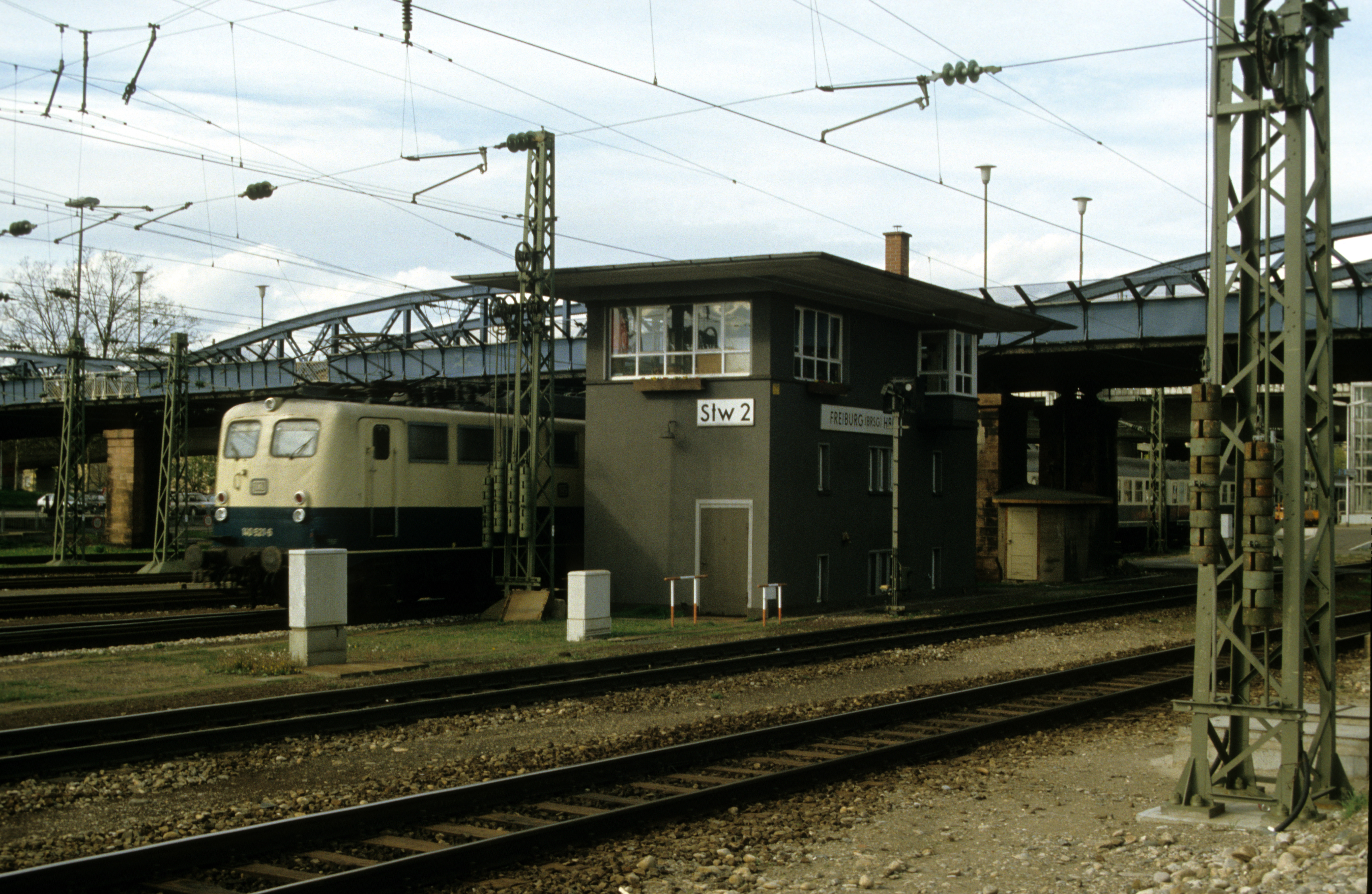
位于维维利桥后的原2号信号所

自1998年9月20日起，一个由阿尔卡特生产的L90型电子信号所开始在车站的西侧投入使用。除了火车总站外，该信号所还可以邻近维勒、罗伊特斯贝格、登茨林根和戈滕海姆的铁路运输进行控制，共涉及约有70个铁路信号机和40个转辙器。此外，该信号所还是德国铁路在奥芬堡至巴塞尔之间实施CIR-ELKE试点项目的开端部分。
在新的信号所投入使用之前，便存在有一组小型的机电信号所，它是根据1943年的始建年份而被称为E43型。其中1号信号所位于北部（原弗赖堡天文馆附近）、2号信号所位于维维利桥后、最大的3号信号所位于德莱萨姆河畔。这3个信号所早在20世纪初便已需要对15个铁路信号机和113个道岔的大部分转辙器进行控制。其在最初仍需要通过机械操作执行，直至道岔和信号机在1931年完成电气化。弗赖堡在1932年得到了一个新的调度信号所，除此以外，仅在当时的巴登共和国首都卡尔斯鲁厄拥有这项配置。而从这时起，所有列车运行均依靠此调度信号所进行控制和保障。尽管单独的信号所依然存在，但它仅可在调度信号所释放出指令的情况下对信号机进行控制。同意指令的传输和运行路径的闭塞是通过电力执行。因此运行路径和主信号均依赖于调度信号所进行调配。站台上的发车员也不再对驾驶操作产生直接的影响，他们从这时起仅负责列车发送。
位于布赖萨赫大街（Breisacher Straße）的海登霍夫信号所（Stellwerk Haidenhof）也在1998年被关闭。在铁路停车场进行的调车业务在此期间已连同位于车辆段旁破旧的6号信号所一起关闭。如今这项工作是由局部控制的电子转辙器所接替。唯一剩下的机械信号所是5号信号所，它仅被单独用于进入清洗车间和车辆段方向的调车运行。

## 列车服务

### 长途客运
在长途客运中，从弗赖堡火车总站向北发往柏林、汉堡和科隆方向的定期城际快车服务会停靠于1道。其中通往汉堡的线路中会有个别班次会进一步连结至基尔；通往科隆的线路则采用动车组合编运行，一部分在科隆解编后会继续前往多特蒙德和阿姆斯特丹。此外还有一个城际列车服务前往法兰克福及纽伦堡。向南的列车大多会终到于巴塞尔，也有部分会继续前往苏黎世及因特拉肯，它们在弗赖堡火车总站通常会停靠于3道。
往返于汉堡－库尔之间的欧城列车也同样会在弗赖堡停靠。自2013年8月26日起，这里还开行有一对经由米卢斯、贝尔福、贝桑松以及第戎往返于巴黎里昂车站的法国高速列车（TGV）服务。
多个城市夜线的服务班次也经停弗赖堡总站。其中包括分别前往阿姆斯特丹和汉堡的合编列车以及前往哥本哈根的直通列车。另有1对列车经由曼海姆和法兰克福通往魏玛，并在魏玛解编后分别经由莱比锡通往布拉格以及经由哈勒通往柏林健康泉，后者根据季节的变化还可进一步通往宾茨。
| 线路     | 走向 | 走向 | 走向 | 走向 | 发车频率  |
| -------- | --- | --- | --- | --- | --------- |
| ICE 12   | 柏林东 － 柏林 － 沃尔夫斯堡 － 布伦瑞克 － 卡塞尔-威廉山 － 法兰克福 － 曼海姆 － 卡尔斯鲁厄 － 奥芬堡 － 弗赖堡 － 巴塞尔 （－ 苏黎世 － 因特拉肯东）                                                 | 柏林东 － 柏林 － 沃尔夫斯堡 － 布伦瑞克 － 卡塞尔-威廉山 － 法兰克福 － 曼海姆 － 卡尔斯鲁厄 － 奥芬堡 － 弗赖堡 － 巴塞尔 （－ 苏黎世 － 因特拉肯东）                                                 | 柏林东 － 柏林 － 沃尔夫斯堡 － 布伦瑞克 － 卡塞尔-威廉山 － 法兰克福 － 曼海姆 － 卡尔斯鲁厄 － 奥芬堡 － 弗赖堡 － 巴塞尔 （－ 苏黎世 － 因特拉肯东）                                                 | 柏林东 － 柏林 － 沃尔夫斯堡 － 布伦瑞克 － 卡塞尔-威廉山 － 法兰克福 － 曼海姆 － 卡尔斯鲁厄 － 奥芬堡 － 弗赖堡 － 巴塞尔 （－ 苏黎世 － 因特拉肯东）                                                 | 两小时1班 |
| ICE 20   | （基尔 －） 汉堡 － 汉诺威 － 哥廷根－ 卡塞尔-威廉山 － 法兰克福 － 曼海姆 － 卡尔斯鲁厄 － 巴登-巴登 － 弗赖堡 － 巴塞尔 （－ 苏黎世 － 因特拉肯东）                                                   | （基尔 －） 汉堡 － 汉诺威 － 哥廷根－ 卡塞尔-威廉山 － 法兰克福 － 曼海姆 － 卡尔斯鲁厄 － 巴登-巴登 － 弗赖堡 － 巴塞尔 （－ 苏黎世 － 因特拉肯东）                                                   | （基尔 －） 汉堡 － 汉诺威 － 哥廷根－ 卡塞尔-威廉山 － 法兰克福 － 曼海姆 － 卡尔斯鲁厄 － 巴登-巴登 － 弗赖堡 － 巴塞尔 （－ 苏黎世 － 因特拉肯东）                                                   | （基尔 －） 汉堡 － 汉诺威 － 哥廷根－ 卡塞尔-威廉山 － 法兰克福 － 曼海姆 － 卡尔斯鲁厄 － 巴登-巴登 － 弗赖堡 － 巴塞尔 （－ 苏黎世 － 因特拉肯东）                                                   | 两小时1班 |
| ICE 43   | （汉诺威 － 比勒费尔德 －） 多特蒙德 － 哈根 － 伍珀塔尔 － | （汉诺威 － 比勒费尔德 －） 多特蒙德 － 哈根 － 伍珀塔尔 － | 科隆 － 西格堡/波恩 － 法兰克福机场 － 曼海姆 － 卡尔斯鲁厄 － 奥芬堡 － 弗赖堡 － 巴塞尔 | 科隆 － 西格堡/波恩 － 法兰克福机场 － 曼海姆 － 卡尔斯鲁厄 － 奥芬堡 － 弗赖堡 － 巴塞尔 | 两小时1班 |
| ICE 43   | 多特蒙德 － 波鸿 － 埃森 － | 杜伊斯堡 － 杜塞尔多夫 － | 科隆 － 西格堡/波恩 － 法兰克福机场 － 曼海姆 － 卡尔斯鲁厄 － 奥芬堡 － 弗赖堡 － 巴塞尔 | 科隆 － 西格堡/波恩 － 法兰克福机场 － 曼海姆 － 卡尔斯鲁厄 － 奥芬堡 － 弗赖堡 － 巴塞尔 | 两小时1班 |
| ICE 43   | （阿姆斯特丹 － 奥伯豪森 －） | 杜伊斯堡 － 杜塞尔多夫 － | 科隆 － 西格堡/波恩 － 法兰克福机场 － 曼海姆 － 卡尔斯鲁厄 － 奥芬堡 － 弗赖堡 － 巴塞尔 | 科隆 － 西格堡/波恩 － 法兰克福机场 － 曼海姆 － 卡尔斯鲁厄 － 奥芬堡 － 弗赖堡 － 巴塞尔 | 两小时1班 |
| TGV 81   | 巴黎 － 第戎 － 贝桑松 － 贝尔福 － 米卢斯 － 弗赖堡 | 巴黎 － 第戎 － 贝桑松 － 贝尔福 － 米卢斯 － 弗赖堡 | 巴黎 － 第戎 － 贝桑松 － 贝尔福 － 米卢斯 － 弗赖堡 | 巴黎 － 第戎 － 贝桑松 － 贝尔福 － 米卢斯 － 弗赖堡 | 每日1班   |
| IC/EC 30 | （韦斯特兰 －） 汉堡 － 不来梅 － 明斯特 － 多特蒙德 － 埃森 － 杜伊斯堡 － 杜塞尔多夫 － 科隆 － 波恩 － 科布伦茨 － 美因茨 － 曼海姆 － 卡尔斯鲁厄 － 巴登-巴登 － 弗赖堡 － 巴塞尔 － 苏黎世 － 库尔 | （韦斯特兰 －） 汉堡 － 不来梅 － 明斯特 － 多特蒙德 － 埃森 － 杜伊斯堡 － 杜塞尔多夫 － 科隆 － 波恩 － 科布伦茨 － 美因茨 － 曼海姆 － 卡尔斯鲁厄 － 巴登-巴登 － 弗赖堡 － 巴塞尔 － 苏黎世 － 库尔 | （韦斯特兰 －） 汉堡 － 不来梅 － 明斯特 － 多特蒙德 － 埃森 － 杜伊斯堡 － 杜塞尔多夫 － 科隆 － 波恩 － 科布伦茨 － 美因茨 － 曼海姆 － 卡尔斯鲁厄 － 巴登-巴登 － 弗赖堡 － 巴塞尔 － 苏黎世 － 库尔 | （韦斯特兰 －） 汉堡 － 不来梅 － 明斯特 － 多特蒙德 － 埃森 － 杜伊斯堡 － 杜塞尔多夫 － 科隆 － 波恩 － 科布伦茨 － 美因茨 － 曼海姆 － 卡尔斯鲁厄 － 巴登-巴登 － 弗赖堡 － 巴塞尔 － 苏黎世 － 库尔 | 每日2班   |
| IC 60    | 巴塞尔 － 弗赖堡 － 卡尔斯鲁厄 － 斯图加特 － 乌尔姆 － 奥格斯堡 － 慕尼黑 | 巴塞尔 － 弗赖堡 － 卡尔斯鲁厄 － 斯图加特 － 乌尔姆 － 奥格斯堡 － 慕尼黑 | 巴塞尔 － 弗赖堡 － 卡尔斯鲁厄 － 斯图加特 － 乌尔姆 － 奥格斯堡 － 慕尼黑 | 巴塞尔 － 弗赖堡 － 卡尔斯鲁厄 － 斯图加特 － 乌尔姆 － 奥格斯堡 － 慕尼黑 | 每日1班   |
| CNL      | 巴塞尔 － 弗赖堡 － 卡尔斯鲁厄 － 曼海姆 － 法兰克福南 － 汉堡 － 弗伦斯堡 － 欧登塞 － 哥本哈根 | 巴塞尔 － 弗赖堡 － 卡尔斯鲁厄 － 曼海姆 － 法兰克福南 － 汉堡 － 弗伦斯堡 － 欧登塞 － 哥本哈根 | 巴塞尔 － 弗赖堡 － 卡尔斯鲁厄 － 曼海姆 － 法兰克福南 － 汉堡 － 弗伦斯堡 － 欧登塞 － 哥本哈根 | 巴塞尔 － 弗赖堡 － 卡尔斯鲁厄 － 曼海姆 － 法兰克福南 － 汉堡 － 弗伦斯堡 － 欧登塞 － 哥本哈根 | 每日1班   |
| CNL      | 苏黎世 － 巴塞尔 － 弗赖堡 － 卡尔斯鲁厄 － 曼海姆 － 法兰克福南 － 埃尔福特 － 魏玛 － | 苏黎世 － 巴塞尔 － 弗赖堡 － 卡尔斯鲁厄 － 曼海姆 － 法兰克福南 － 埃尔福特 － 魏玛 － | 苏黎世 － 巴塞尔 － 弗赖堡 － 卡尔斯鲁厄 － 曼海姆 － 法兰克福南 － 埃尔福特 － 魏玛 － | 哈勒 － 柏林 － 柏林健康泉 | 每日1班   |
| CNL      | 苏黎世 － 巴塞尔 － 弗赖堡 － 卡尔斯鲁厄 － 曼海姆 － 法兰克福南 － 埃尔福特 － 魏玛 － | 苏黎世 － 巴塞尔 － 弗赖堡 － 卡尔斯鲁厄 － 曼海姆 － 法兰克福南 － 埃尔福特 － 魏玛 － | 苏黎世 － 巴塞尔 － 弗赖堡 － 卡尔斯鲁厄 － 曼海姆 － 法兰克福南 － 埃尔福特 － 魏玛 － | 莱比锡 － 德累斯顿 － 布拉格 | 每日1班   |
| CNL      | 苏黎世 － 巴塞尔 － 弗赖堡 － 卡尔斯鲁厄 － 曼海姆 － | 苏黎世 － 巴塞尔 － 弗赖堡 － 卡尔斯鲁厄 － 曼海姆 － | 苏黎世 － 巴塞尔 － 弗赖堡 － 卡尔斯鲁厄 － 曼海姆 － | 哥廷根 － 汉诺威 － 汉堡 － 汉堡-阿尔托纳 | 每日1班   |
| CNL      | 苏黎世 － 巴塞尔 － 弗赖堡 － 卡尔斯鲁厄 － 曼海姆 － | 苏黎世 － 巴塞尔 － 弗赖堡 － 卡尔斯鲁厄 － 曼海姆 － | 苏黎世 － 巴塞尔 － 弗赖堡 － 卡尔斯鲁厄 － 曼海姆 － | 科布伦茨 － 科隆 － 杜塞尔多夫 － 奥伯豪森 － 乌得勒支 － 阿姆斯特丹 | 每日1班   |

### 短途客运
在由短途客运产生的钟面运行图中，有多种连接方式呈星形向所有方向辐射。在莱茵河谷铁路运行的区域快车（RE）有部分会直通奥芬堡和巴塞尔，因此在奥芬堡－巴塞尔区间提供有无需换乘的班次服务。延伸至黑森林南部的赫伦谷铁路提供有每半小时1班开往蒂蒂湖的列车，并可在那里任意前往蒂蒂湖-新城或经由三湖铁路前往施卢赫湖-塞布鲁格。在蒂蒂湖-新城还提供有开往黑森林铁路终点多瑙艾辛根的服务，然后列车再继续交替前往罗特韦尔方向或经由多瑙河谷铁路前往图特林根和乌尔姆方向。布莱斯高快铁作为在弗赖堡周边地区经营区域列车（RB）的运营商，开行有每半小时1班从弗赖堡经布赖萨赫铁路至布赖萨赫和在戈滕海姆转往凯撒施图尔铁路至一些凯撒施图尔山周边市镇的服务，它们与弗赖堡的西部城区相连。该公司也同样在埃尔茨河谷铁路运营，开行有每日1对往返于埃尔察赫和每半小时1班前往瓦尔德基希的服务。德国西南运输公司则在明斯特塔尔铁路经营经营列车服务，但只有一部分列车会通抵弗赖堡。
自2012年12月9日起，在弗赖堡火车总站还开行有每日1对往返于米卢斯的直通班次，它使用法国国铁X73900型柴油动车组担当。
| 列车类别 | 线路                                                                                                 | 发车频率  | 轨道  |
| -------- | --- | --------- | ----- |
| IRE      | 弗赖堡 － 米尔海姆 － 诺伊恩堡 － 邦特泽南 － 米卢斯                                                 | 每日1班   | 2/4   |
| RE       | 弗赖堡 － 埃门丁根 － 拉尔 － 奥芬堡                                                                 | 每小时1班 | 1/2   |
| RE       | 弗赖堡 － 巴德克罗钦根 － 米尔海姆 － 巴塞尔巴登 （－ 巴塞尔瑞士）                                   | 每小时1班 | 4     |
| RB       | 弗赖堡 － 埃门丁根 － 拉尔 － 奥芬堡 （－ 卡尔斯鲁厄）                                               | 每小时1班 | 1/2   |
| RB       | 弗赖堡 － 埃布林根 － 沙尔施塔特 － 巴德克罗钦根 － 海特斯海姆 － 米尔海姆 －（诺伊恩堡/巴塞尔巴登） | 每小时1班 | 3     |
| RB       | 弗赖堡 － 基希察尔滕 － 蒂蒂湖 － 塞布鲁格/蒂蒂湖-新城                                               | 半小时1班 | 7/8   |
| SWEG     | 弗赖堡 － 埃布林根 － 沙尔施塔特 － 巴德克罗钦根 － 上克罗钦根 － 施陶芬 （－ 明斯特塔尔)            | 个别班次  | 4     |
| SWEG     | 弗赖堡 － 戈滕海姆 － 布赖萨赫 － 耶希廷根 － 恩丁根                                                 | 每日1班   | 5     |
| BSB      | 弗赖堡 － 登茨林根 － 瓦尔德基希 （－ 埃尔察赫）                                                     | 半小时1班 | 1/4/6 |
| BSB      | 弗赖堡 － 戈滕海姆 － 布赖萨赫                                                                       | 半小时1班 | 5     |

## 交通连接
早在1950年代，弗赖堡火车总站便已成为长途运输、区域运输和短途运输的一个重要交通枢纽。它允许邮政巴士和有轨电车直接换乘，这在弗赖堡当时是唯一可以进行此项操作的。1道的南端是如今的中央巴士站所在地，它主要由南巴登巴士进行运营，而后者的总部及客户服务中心亦设于此。这里每日开行有多达12班巴士服务往返于巴塞尔-米卢斯-弗赖堡欧洲机场。也有一些巴士服务前往位于鲁斯特的欧洲乐园、位于黑森林的埃尔察赫和圣彼得以及前往科尔马和米卢斯，它们均由南巴登巴士或通过私营巴士公司弗赖堡区域公交集团开行。总体而言，中央巴士站共提供有15条巴士线路。
横跨轨道设施的斯图林格桥作为行人和弗赖堡有轨电车之间的通道，在桥面上设有弗赖堡交通股份公司的停车点——火车总站城铁站。在弗赖堡市内被称为“城铁”的总共4条有轨电车线路中有3条都会行经该站。在桥下靠近中央巴士站的俾斯麦大街上也设有弗赖堡交通公司的巴士站。
| 线路 | 交通方式 | 线路                                                                               |
| ---- | -------- | ---------------------------------------------------------------------------------- |
| 1    | 有轨电车 | 利滕韦勒 － 贝托尔德喷泉 － 火车总站 － 帕杜阿大道 － 兰德瓦瑟                     |
| 3    | 有轨电车 | 沃邦 － 圣约翰教堂 － 贝托尔德喷泉 － 火车总站 － 海德                             |
| 5    | 有轨电车 | 里瑟费尔德 － 哈斯拉赫 － 贝托尔德喷泉 － 火车总站 － 弗赖堡大学医院 － 霍努斯大街 |
| 11   | 市内巴士 | 帕杜阿大道 － 宜家家居 － 展会 － 火车总站 － 出版之家 － 沃邦 － 圣格奥根 － 海德 |

火车总站周边区域共设有30个計程車招呼站，它们主要分布于中央巴士站、俾斯麦大街以及音乐厅门前的康拉德·阿登纳广场（Konrad-Adenauer-Platz）上。
从俾斯麦大街可以经由一个斜坡进入设有100个泊位的车站地下停车场。在那里可以通过名为“即停即走”的方案，允许最高不超过20分钟的免费停泊。它连同音乐厅地下停车场（366个泊位）、弗赖堡人民银行（103个泊位）、俾斯麦大道（220个泊位）和（95个泊位）一起组成了弗赖堡停车引导系统的车站停车区。
弗赖堡的市政服务公司莫比勒（Mobile）自1999年9月起在车站的西南面设立一个自行车停车场，可提供超过1,000个加盖的自行车泊位。在俾斯麦大道和文钦格大街则还有另外1,000个自行车泊位作为补充。自2011年4月起，莫比勒还提供赛格威随意车的租赁服务。

## 脚註
1. ↑  Kech 1904，第83頁.
2. ↑  Clewing 1968，第75頁.
3. ↑  Greß 1997，第8頁.
4. ↑  Kech 1904，第105頁.
5. 1 2  Kuntzemüller 1940，第24頁.
6. ↑  Greß 1997，第7頁.
7. ↑  Kuntzemüller 1940，第120頁.
8. 1 2 3  Kameradschaftswerk 1985，第65頁.
9. ↑  Kuntzemüller 1940，第142頁.
10. ↑  Kuntzemüller 1940，第190頁.
11. ↑  Kuntzemüller 1940，第144頁.
12. ↑  Kuntzemüller 1953，第164-165頁.
13. ↑  Scharf & Wollny 1987，第128-129頁.
14. ↑  Kuntzemüller 1953，第176頁.
15. 1 2  Kuntzemüller 1953，第172-173頁.
16. ↑  Kuntzemüller 1953，第178-179頁.
17. ↑  Scharf & Wollny 1987，第131頁.
18. ↑  Scharf & Wollny 1987，第144-146頁.
19. ↑  Kameradschaftswerk 1985，第48頁.
20. ↑  Greß 1997，第37頁.
21. 1 2 3  Scharf & Wollny 1987，第133頁.
22. ↑  Kameradschaftswerk 1985，第71頁.
23. ↑  Stadt Freiburg 2001，第60頁.
24. ↑  Stadt Freiburg 2001，第59頁.
25. 1 2 3 4  Stadt Freiburg 2001，第53頁.
26. 1 2 3  Stadt Freiburg 2001，第12頁.
27. 1 2  Stadt Freiburg 2001，第22頁.
28. ↑  Kuntzemüller 1940，第116頁.
29. ↑  Greß 1997，第6頁.
30. 1 2 3  Kameradschaftswerk 1985，第48頁.
31. ↑  Kuntzemüller 1953，第174頁.
32. 1 2 3  Stadt Freiburg 2001，第29頁.
33. ↑  Stadt Freiburg 2001，第26頁.
34. ↑  Stadt Freiburg 2001，第24頁.
35. ↑  Stadt Freiburg 2001，第48頁.
36. ↑  Greß 1997，第31頁.
37. ↑  Stadt Freiburg 2001，第41頁.